# 중부방면혼성단
중부방면혼성단(일본어: 中部方面混成団 주부호멘콘세이단[*], 영어: JGSDF Middle Army Combined Brigade)은 오쓰 주둔지에 있는 중부방면대의 직할 교육훈련 및 예비자위관 관리부대이다. 

## 역사
1959년 8월 13일 제118교육대대와 제4육조교육대를 편성하여 오쿠보 주둔지에서 제2교육단이 창설됨과 함께 주둔지사령업무 담당부대로 지정되었다.
1961년 8월 20일,  단본부가 오쿠보 주둔지에서 젠쓰지 주둔지로 이사하였고, 주둔지사령업무 담당부대가 제4시설단으로 재지정되었다.
1962년 1월 18일, 야마구치 주둔지의 제112교육대대가 제2교육단에 전속되었다. 8월 15일, 제107교육대대가 폐지되었다.
1964년 8월 1일, 히사이 주둔지에서 제116교육대대 창설되어 제2교육단에 전속되었다.
1969년 7월 29일, 제4육조교육대가 마쓰야마 주둔지로 이사하였다. 8월 1일, 제108교육대대가 폐지되었다.
1981년 3월 25일, 단 본부가 젠쓰지 주둔지에서 오쓰 주둔지로 이사하였다. 주둔지사령업무 담당부대가 제2혼성단으로 재징되었다.
1994년 3월 24일, 제4육조교육대가 오쿠보 주둔지로 이사하였다.
1997년 3월 29일, 제112교육대대가 폐지되었다.
2004년 3월 28일, 제116교육대대가 폐지되었다.
2006년 3월 26일, 제4육조교육대가 오쓰 주둔지로 이사하였다.
2008년 3월 26일, 중부방면혼성단으로 재편성되었다.
2014년 3월 26일, 제49보통과연대가 전속되었다.
2018년 2월 8일, 제110교육대대가 젠쓰지 주둔지에서 마쓰야마 주둔지로 이사하였다.

## 부대
현재
- 제47보통과연대 - 가이타치 주둔지
- 제49보통과연대 - 도요카와 주둔지
- 제109교육대대 - 오쓰 주둔지
  - 제314공통교육중대
  - 제315공통교육중대
  - 제316공통교육중대
- 제110교육대대 - 마쓰야마 주둔지
  - 제317공통교육중대
  - 제332공통교육중대
  - 제333공통교육중대
- 제4육조교육대 - 오쓰 주둔지
  - 공통교육중대
  - 보통과교육중대
  - 상급육조교육중대

이전
- 제112교육대대 - 1997년 3월 29일, 폐지
- 제116교육대대 - 2004년 3월 28일, 폐지

## 계보
- 1959년 8월 13일, 第2教育団
영어: JGSDF 2nd Training Brigade
- 2008년 3월 26일, 中部方面混成団
영어: JGSDF Middle Army Combined Brigade

## 참고
1. ↑  “広報紙【しこく】” (PDF) (일본어) (2月号). 2018년 2월 26일. 2019년 8월 22일에 확인함.